# كيفان جورج
كيفان جورج (بالإنجليزية: Kevan George)‏ (30 يناير 1990 في ترينيداد وتوباغو - ) هو لاعب كرة قدم ترينيداد وتوباغو في مركز الوسط. شارك مع منتخب ترينيداد وتوباغو تحت 23 سنة لكرة القدم ومنتخب ترينيداد وتوباغو لكرة القدم. أما مع النوادي، فقد لعب مع كولومبوس كرو وDayton Dutch Lions ‏ وJacksonville Armada FC ‏ وOrlando City U-23 ‏.

## وصلات خارجية
- كيفان جورج على موقع الدوري الأمريكي (الإنجليزية)
- كيفان جورج على موقع قاعدة بيانات كرة القدم.إي يو (الإنجليزية)
- كيفان جورج على موقع ناشيونال فوتبول تيمز (الإنجليزية)
- كيفان جورج على موقع Soccerway.com (الإنجليزية)
- كيفان جورج على موقع عالم كرة القدم.نت (الإنجليزية)
- كيفان جورج على موقع AS.com (الإسبانية)